# Profesorul Challenger

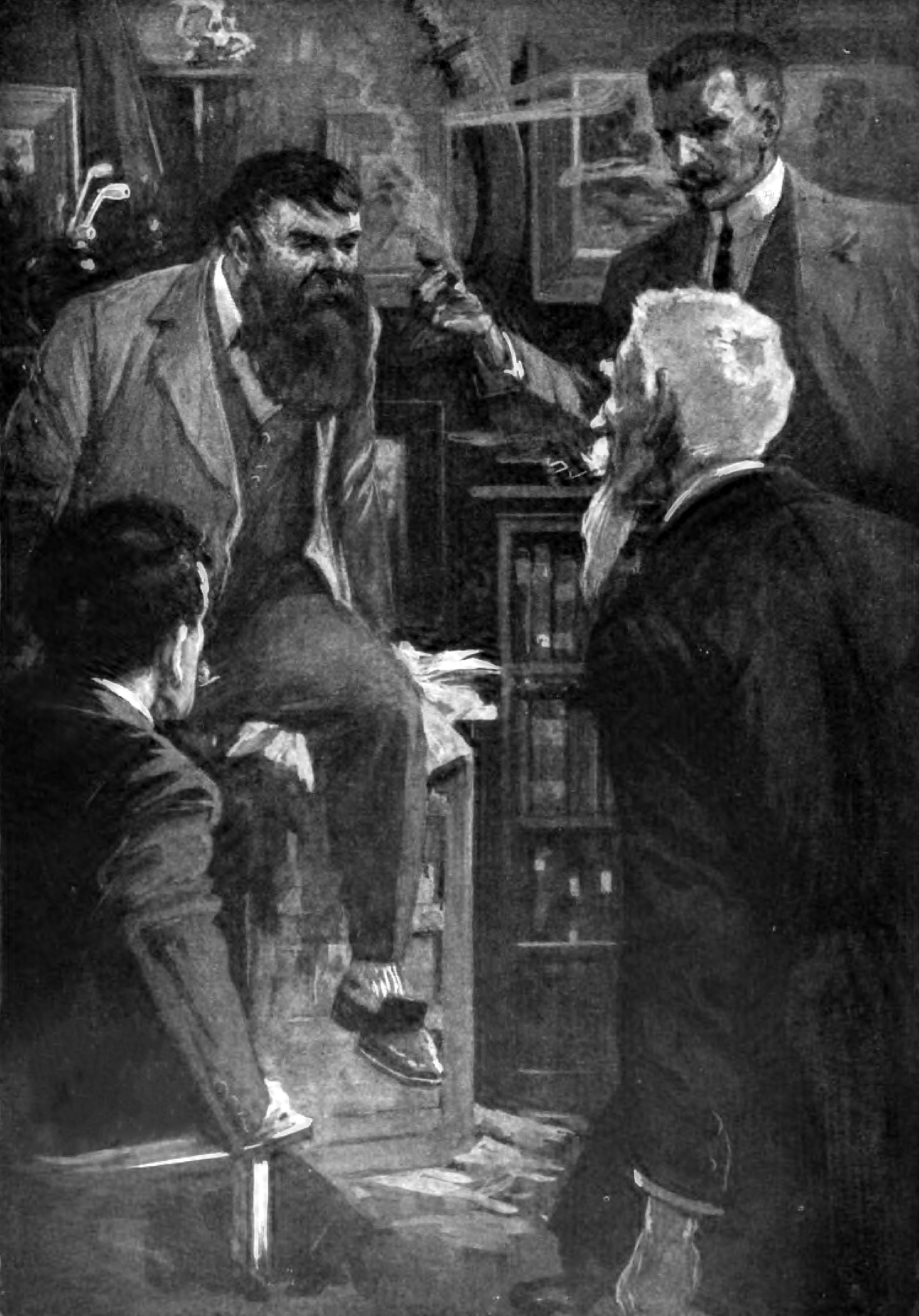
Profesorul Challenger

George Edward Challenger, mai cunoscut sub numele de profesorul Challenger, este un personaj fictiv dintr-o serie de povestiri fantastice și science fiction de Sir Arthur Conan Doyle. Spre deosebire de personajul analitic al lui Conan Doyle, Sherlock Holmes, profesorul Challenger este o figură agresivă, țâfnoasă, dominantă.
Apare pentru prima oara in romanul O lume dispărută (The Lost World) (1912)
În ultima parte a vieții sale Doyle a fost atras de spiritism în așa măsură că a scris un roman cu profesorul Challenger pe această temă: Tărâmul ceții.

## Scrieri de Doyle

### Romane cu Profesorul Challenger
- O lume dispărută (The Lost World, 1912)
- Centura otrăvită (The Poison Belt, 1913)
- Tărâmul ceții (The Land of Mist, 1926)

### Povestiri cu Profesorul Challenger
- Mașina de dezintegrat ("The Disintegration Machine", 1928)
- Când lumea a țipat ("When the World Screamed", 1929)